# Parc d'État d'Ahjumawi Lava Springs
Le Parc d'État d'Ahjumawi Lava Springs (en anglais : Ahjumawi Lava Springs State Park) est une réserve naturelle située dans l'État du Californie, à l’ouest des États-Unis, dans le comté de Shasta.
Ce parc est uniquement accessible par bateau.

## Description
Le parc mesure 6,4 km de long, 1 km de large maximum et compte 21 km de rivages. Il préserve le caractère sauvage des sources d'eau douce et des coulées de lave géologiquement récentes. Les voies navigables comprennent la rivière Fall et les criques et lacs associés. Le rivage a des baies bleues et des îlots parsemés d'arbres sur toute sa longueur. Près des sources se trouvent les restes de pièges à poissons construits par des tribus autochtones californiennes telles que les Achomawi, qui ont donné son nom au parc. Des parois rocheuses basses renferment des bassins peu profonds où ils capturaient les ventouses et les truites. Environ les deux tiers des 24 000 hectares du parc sont recouverts de débris noirs de basalte déposé dans des coulées de lave au cours des deux à cinq mille dernières années. Le parc repose sur "l'un des plus grands systèmes de sources sous-marines du pays".
L'État de Californie a acquis le terrain de propriétaires privés en 1975.

Les Indiens Achomawi habitent toujours dans la région.

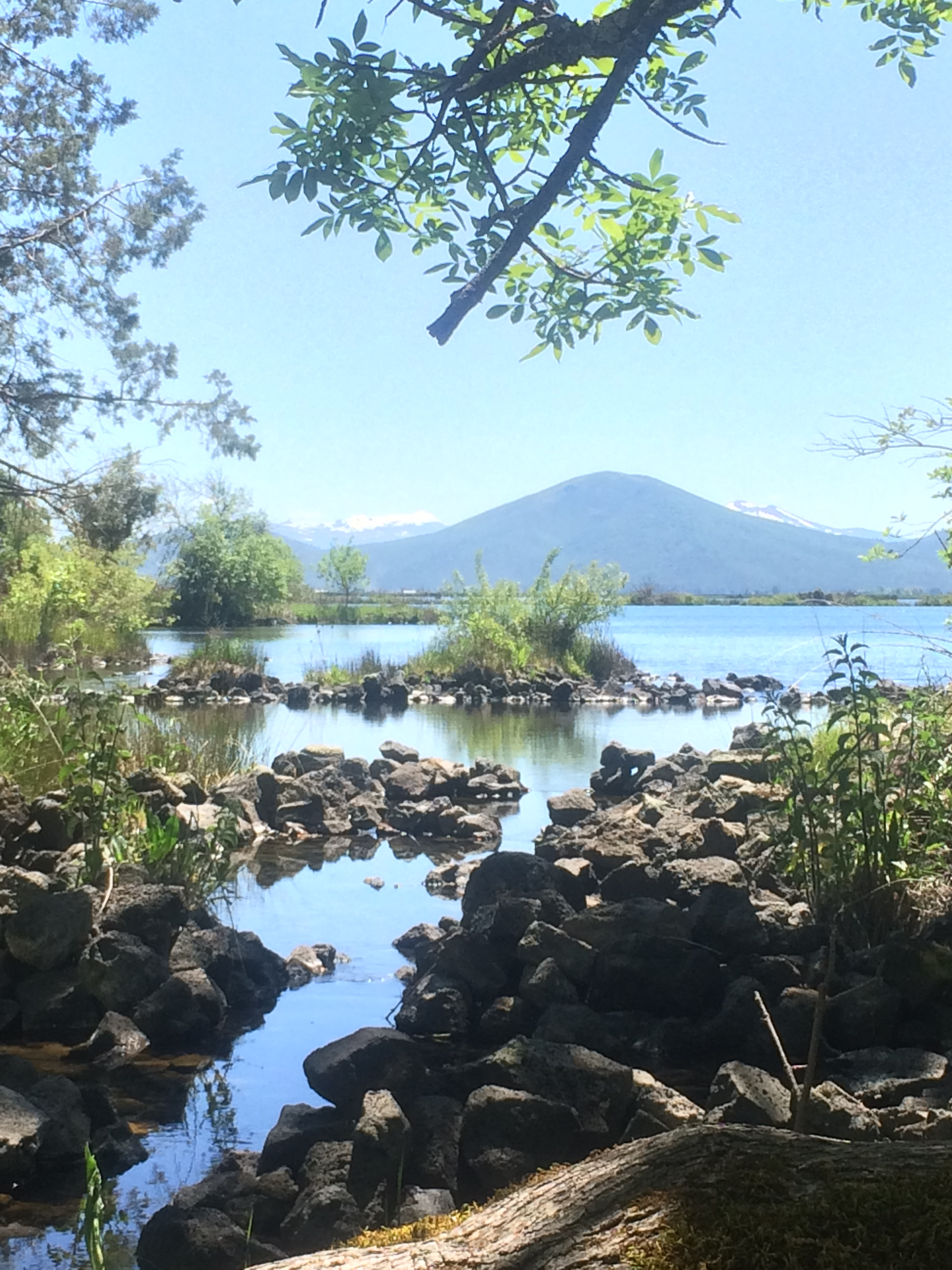
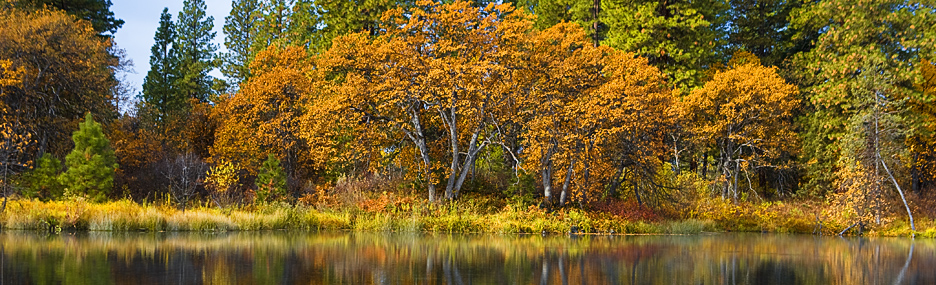
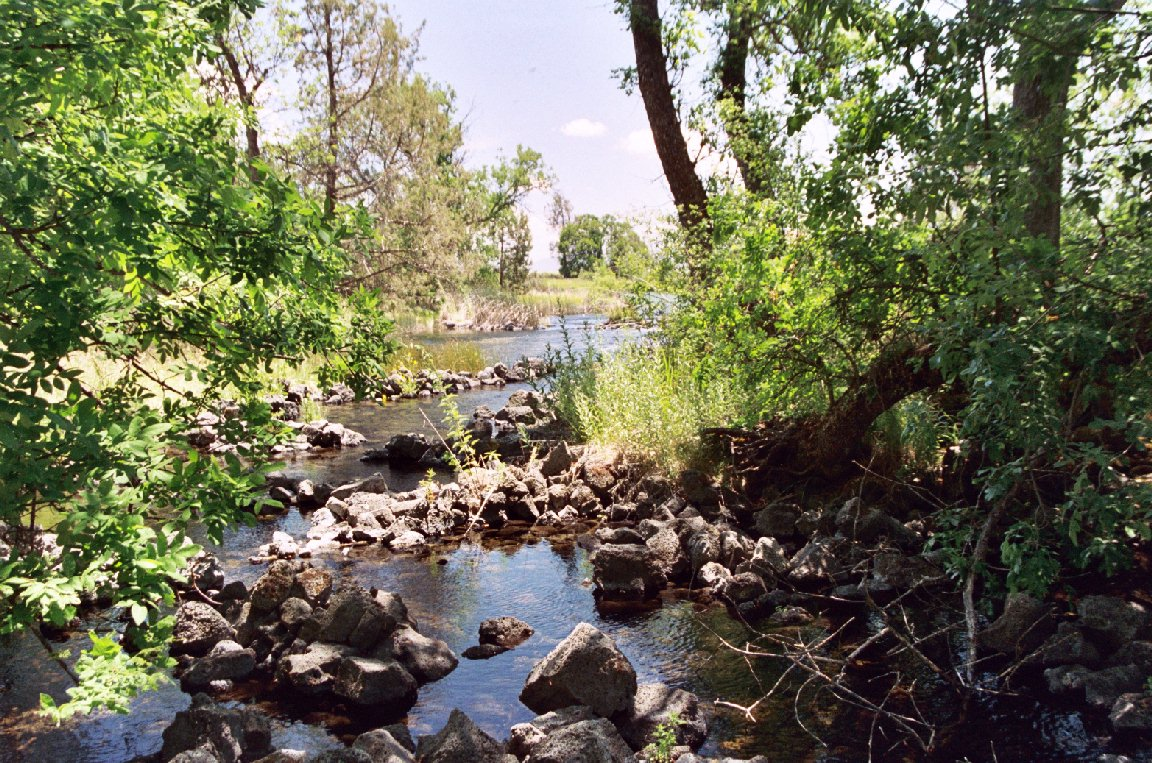
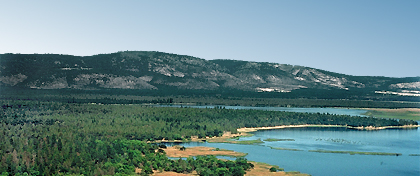

## Flore et faune
La flore locale comprend les pins, les ceanothus, les genévriers occidentaux, les acajous à feuilles de bouleau et  les chênes de Garry. Les oiseaux comprennent les bernaches du Canada, les oies des neiges, les pélicans blancs américains, les sarcelles à ailes bleues, les pics de Lewis, les hiboux pygmées du Nord et les balbuzards. Les autres animaux sont le cerf à queue noire et les coyotes.